# Dealu (okręg Suczawa)
Dealu – wieś w Rumunii, w okręgu Suczawa, w gminie Zvoriștea. W 2011 roku liczyła 845 mieszkańców. 